# Улла
У́лла (бел. Ула) — агрогородок (с 2009 года) в Бешенковичском районе Витебской области Беларуси. Административный центр Улльского сельсовета.

## География
Расположен на левом берегу Западной Двины при впадении в неё притока Улла, в 27 км северо-западнее районного центра Бешенковичи.
Транспортным сообщением связан с Бешенковичами, Полоцком, Ушачами, Витебском.

## История
Известен с XIV века как населённый пункт Полоцкого княжества. Название от гидронима Улла. С XVI века — местечко в Полоцком воеводстве Великого княжества Литовского. Принадлежала С. Саковичу (1440), его жене, Я. Гольшанскому (1546), М. Ю. Радзивиллу (1551), Кишкам.
Во время Ливонской войны 1558—1583 годов в Улле, по приказу Ивана Грозного, построена крепость, гарнизон которой в начале 1568 года заставил отступить литовское войско Яна Ходкевича. Но в сентябре 1568 года литовское войско Романа Сангушки захватило и сожгло замок. Позднее замок-крепость был восстановлен польским королём Стефаном Баторием.
С 1577 года местечко наделено Магдебургским правом.
В русско-польскую войну 1654—1667 годов замок был разрушен. Его остатки сохранились в месте впадения реки Уллы в Двину.
В XVIII веке Улла находилась во владении Реутов. В результате первого раздела Речи Посполитой в 1772 году правобережная часть Уллы отошла к России, а левобережная — осталась в составе Польши.
С 1793 года — полностью в составе Российской империи, торговое местечко, центр волости Лепельского уезда. В городке имелись: два кожевенных завода, один пивоваренный, мельница, школа, пристань.
Согласно ревизии 1847 года в Улле проживало 727 евреев. В 1897 году в Улле 2485 всех жителей, из них 1539 евреев. Более 200 домов, в том числе 30 каменных.
В 1924—1931 годах — районный центр, позднее вошёл в состав Бешенковичского района.
С сентября 1938 года посёлок городского типа.
В 1939 году в Улле проживало 2534 человека: 1518 белорусов, 516 евреев, 443 русских, 40 украинцев, 11 поляков, 6 представителей прочих национальностей.
В 1941—1944 годах находился под немецкой оккупацией. Стоит отметить, что большое количество жителей Уллы и сельсовета боролось с немецко-фашистскими оккупантами в Полоцко-Лепельской партизанской зоне.
С сентября 1946 по декабрь 1956 — районный центр.
С 1956 года в составе Бешенковичского района.

## Битва на Улле
Битва при Чашниках (также называемая «битвой на Улле») произошла 26 января 1564 года в ходе русско-литовской войны (1561—1570 годов) (та, в свою очередь, была частью Северной семилетней войны). В битве принимали участие конница Великого княжества Литовского (8-10 тыс.), во главе которой стояли гетман великий литовский Николай Радзивилл, Роман Сангушко и Григорий Ходкевич с литовской стороны и русское войско (24 тыс.) во главе с воеводой Петром Шуйским с другой стороны. Благодаря удачной разведке Николай Радзивилл хорошо знал о движении русского войска во главе с Петром Шуйским и поэтому атаковал его в лесах, получив тем самым стратегическое преимущество. Однако эффекта неожиданности литовским войскам достичь не удалось: русское войско встретило их подготовленным к бою. Ключевую роль в исходе битвы сыграло применение фронтальных атак литовской конницы в совокупности с нападением с тыла. В итоге русские войска спешно отступили, оставив «великий полон» (большое число пленных).

## Население
- 2009 год — 1069 человек[4].
- 2019 год — 884 человек.

## Образование
Действует Улльский государственный колледж (ранее-профессиональный лицей) имени Льва Доватора, в котором обучают специалистов по 7 специальностям (преимущественно сельскохозяйственным и строительным).

## Культура
- Дом культуры
- Музей ГУО «Улльская средняя школа Бешенковичского района имени Л. М. Доватора»
- Музей имени Л. М. Доватора в УО «Улльский государственный колледж имени Л. М. Доватора»

## Достопримечательности
- Католическая церковь Святого Духа (1853—1864)
- Православная Троицкая церковь (1896)

### Памятник, скульптура
- Памятники землякам на братской могиле советских воинов и партизан и на могиле жертв фашизма
- Памятник Льву Доватору[6]

### Утраченное наследие
- Замок XVI века
- Православная церковь Покрова Пресвятой Богородицы (1857)
- Синагога XIX века

## Улльский Замок
Во время Ливонской войны, желая защитить устье р. Улла и взять под контроль движение по Западной Двине, король Жигимонт Август приказал в 1563 году возвести здесь замок. Мыс площадки был отрезан от плато рвами, по периметру возвели оборонительный вал. Склоны городища, обращенные к воде, выложили камнем. Строительство, которым руководил венецианский инженер, было остановлено нападением отряда царских войск. Строительная команда была вся казнена. В 1567 году царь Иван Грозный в свою очередь приказал построить здесь крепость в виде деревянных стен и башен. Стены, заполненные землёй, хорошо перенесли артиллерийские обстрелы. В замке имелось восемь башен и ворота. В 1568 году с середины февраля по 4 марта укрепления в Улле безрезультатно на протяжении трех недель штурмовали войска Я. Ходкевича. Разрушив своими гранатами стены и башни, войска отступили.
Только 20 сентября 1568 г. гетман Роман Сангушка неожиданным штурмом захватил укрепления, гарнизон которого был пьяным. В плену оказалось два воеводы — братья Вельяминовы, 300 бояр и 800 стрельцов с оружием.
Замок сгорел при штурме, однако его снова восстановили. В 1580 году по приказу Стефана Батория тут насыпали мощный вал высотой 11,5 метров.
Летом 1654 года. в начале войны России с Речью Посполитой, улльские укрепления были захвачены царскими войсками и сожжены. Больше они не восстанавливались

## Галерея

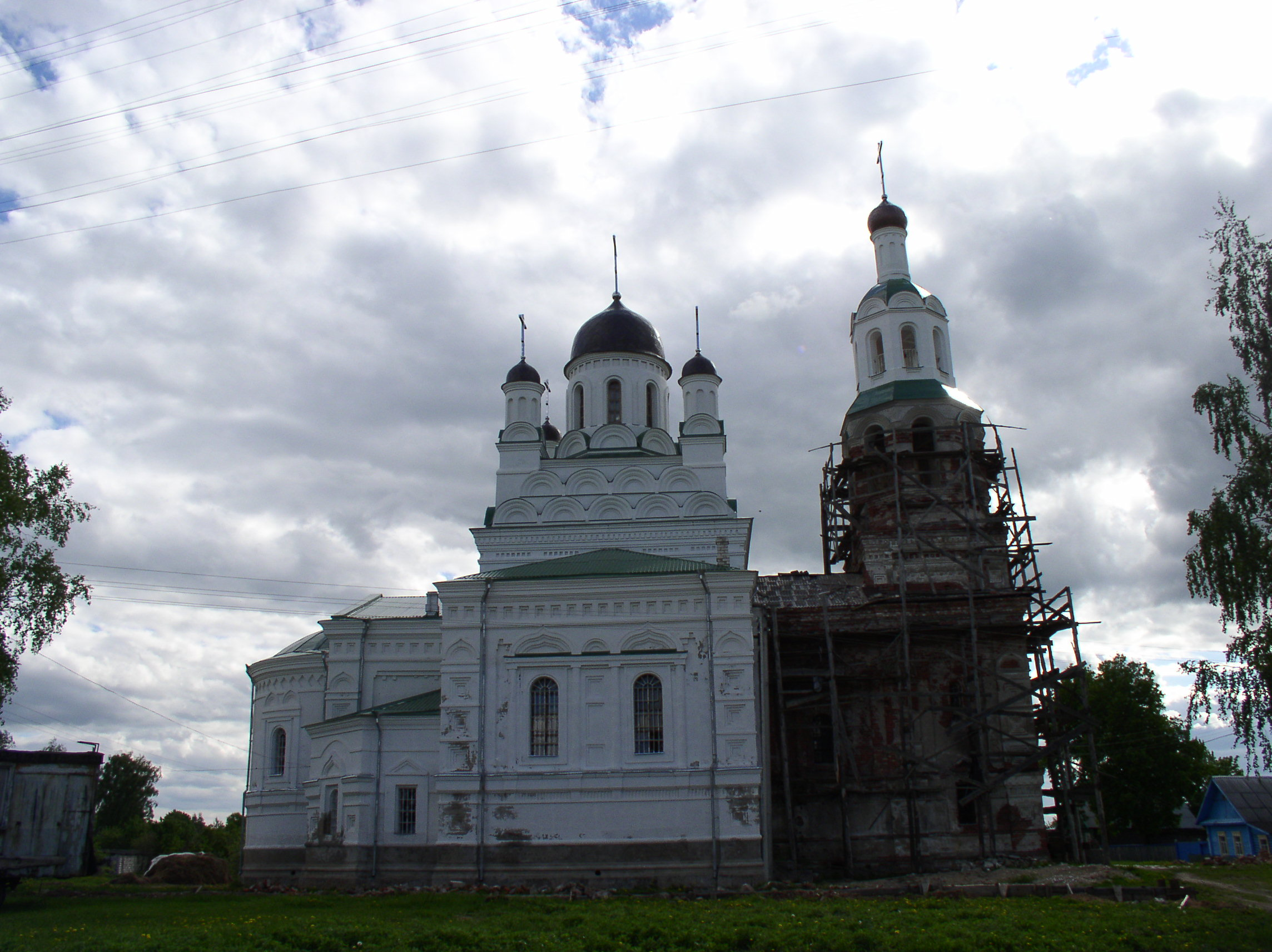
Православная Троицкая церковь
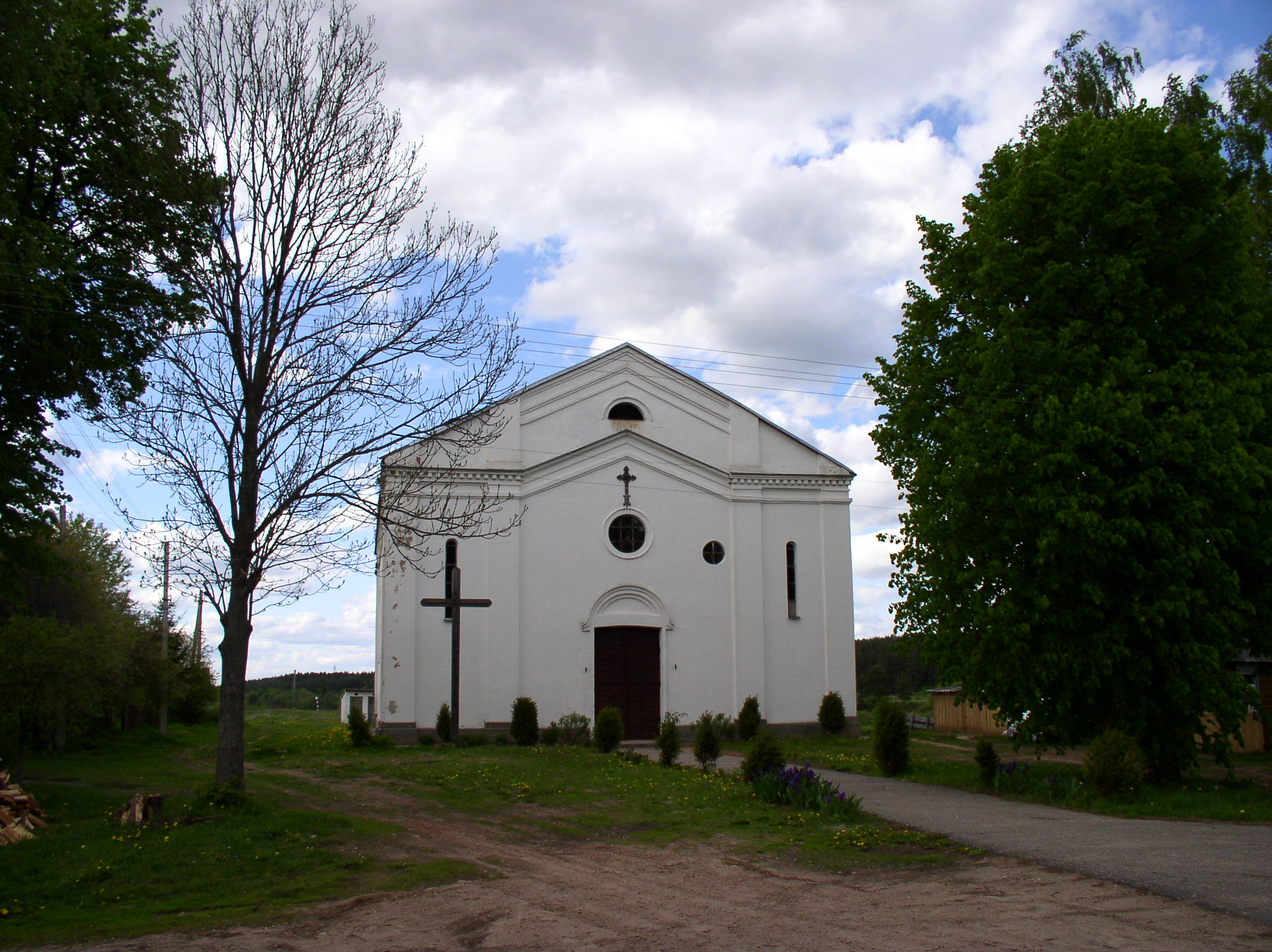
Католическая церковь Св. Духа
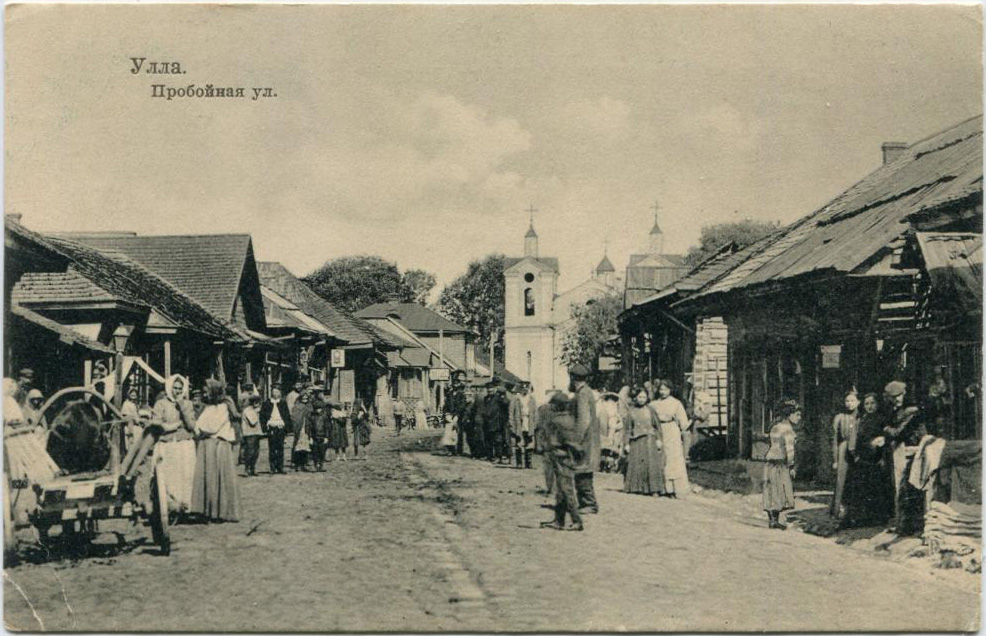
Улла, начало XX века

## Наследие
- Моисей Семёнович Альтман (1896—1986) — советский филолог, автор трудов по истории античной и русской литературы, сравнительному литературоведению. Оставил воспоминания[7] об Улле начала 20-го века.
- Улла — родина живописца Ивана Хруцкого (1810—1885), одна из улиц носит его имя.